# Cartierul Săsar din Baia Mare
Cartierul Săsar este un cartier situat în zona de nord a orașului Baia Mare. Deși zona a fost locuită încă din vremea cetății Baia Mare, a devenit un cartier abia în anii puternicei industrializări de la mijlocul secolului XX, atunci când nevoia de locuințe a dus la asanarea mlaștinilor prezente în această zonă și construirea de locuințe pentru muncitori. În prezent, cartierul Săsar are un aspect modern deoarece include numeroase și originale soluții de urbanism. Acestea pot fi lesne observate în construcțiile apărute după anul 1990, Catedrala Greco-Catolică, sau parcul din fața fostului RFN (Restaurantul Fără Nume), care cuprinde fântâni arteziene deosebite și un loc de joacă pentru copii extrem de atrăgător și sigur.